# Haemanthus coccineus
Haemanthus coccineus is een soort uit de narcisfamilie (Amaryllidaceae). Het is een overblijvende bolgewas met een korte bruine en een rode bloem. Na de bloei komt het blad tevoorschijn, meestal twee bladeren, maar soms ook drie. Verder worden de bloemen snel gevolgd door doorschijnende, vlezige bessen. Deze bessen hebben een witte tot bleke of roze kleur.
De soort komt voor van in van Namibië tot in het zuiden en oosten van de Zuid-Afrikaanse Kaapprovincie. Hij groeit in Karoo-velden, fynbos en renosterveld, op een hoogte die varieert van zeeniveau tot 1200 meter. De soort geeft de voorkeur aan beschermde groeilocaties, zoals in rotsspleten, schaduwrijke kloven of in de beschutting van struiken en heesters.
... · 
Acis · 
Amaryllis · 
Boophone · 
Clivia · 
Crinum (Haaklelie) · 
Galanthus (Sneeuwklokje) · 
Hippeastrum · 
Hymenocallis · 
Leucojum (Narcisklokje) · 
Narcissus (Narcis) · 
Pancratium · 
Scadoxus · 
Sprekelia · 
Sternbergia · 
...